# Maximus Confessor

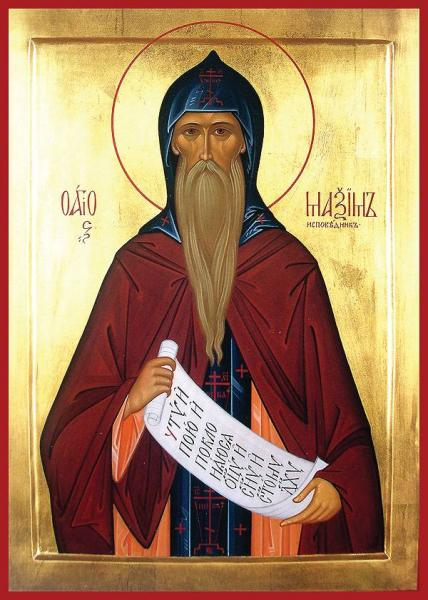
Maximus Confessor

Maximus Confessor, Maximus de Belijder (Constantinopel, 580 - Schemarionvesting bij de Zwarte Zee, 13 augustus 662) was een Grieks theoloog en kerkvader. Hij was secretaris van keizer Heraclius tot hij in 613 of 614 besloot om monnik te worden. Nadat hij verdreven werd door de Perzen uit Klein-Azië, vestigde hij zich in Carthago.
Hij was een vruchtbaar schrijver (meer dan 90 geschriften staan op zijn naam) en een van de bekwaamste tegenstanders van het monotheletisme. Hierdoor kwam hij in grote moeilijkheden met het Byzantijnse gezag en werd in 653 gevangengenomen en naar Constantinopel gevoerd. Hij werd verbannen in 655 en vervolgens nogmaals in 662. Hij stierf na zware folteringen in ballingschap.
Zijn feestdag wordt in het westers christendom gevierd op 13 augustus, en in het oosters christendom op 21 januari.